# جيمس أوين
جيمس أوين (بالإنجليزية: James Owen)‏ (14 يناير 1991 في المملكة المتحدة - ) هو لاعب كرة قدم بريطاني في مركز الوسط. شارك مع منتخب ويلز تحت 17 سنة لكرة القدم. أما مع النوادي، فقد لعب مع نادي تشستر سيتي ونادي بارو.

## وصلات خارجية
- جيمس أوين على موقع قاعدة بيانات كرة القدم.إي يو (الإنجليزية)
- جيمس أوين على موقع Soccerbase.com (لاعب) (الإنجليزية)
- جيمس أوين على موقع Soccerway.com (الإنجليزية)